# Jaroslav Stary
Jaroslav Stary, född den 12 april 1943 i Brno, är en tjeckisk entomolog specialiserad på tvåvingar.
Auktorsnamnet Stary kan användas för Jaroslav Stary i samband med ett vetenskapligt namn inom zoologin; se Wikipedia-artiklar som länkar till auktorsnamnet.